# Gianluca Carpani
Gianluca Carpani (Ascoli Piceno, 29 agosto 1993) è un calciatore italiano, centrocampista dell’Ascoli.

## Caratteristiche tecniche
Gioca prevalentemente come centrocampista centrale, ma può agire anche da mediano davanti alla difesa. Abile negli inserimenti senza palla, possiede anche una buona conclusione dalla lunga distanza.

## Carriera
Dopo aver giocato nelle giovanili dell'Ascoli nel 2010 va a giocare alla Sambenedettese, in Serie D. Nella stagione 2010-2011 gioca 3 partite (oltre ad una partita nel Torneo di Viareggio), mentre nella stagione successiva viene impiegato con maggiore frequenza, concludendo il campionato con 19 presenze e 3 reti, a cui aggiunge un'ulteriore presenza nel Torneo di Viareggio. Rimane in rosa con la squadra marchigiana anche nella stagione 2012-2013, nella quale gioca stabilmente da titolare, segnando 6 gol in 31 partite di campionato, che i rossoblu vincono, non venendo però promossi in Lega Pro Seconda Divisione a causa del fallimento avvenuto nell'estate del 2013, a causa del quale Carpani rimane svincolato.
Nell'estate del 2013 firma il suo primo contratto da professionista, con l'Ascoli; nella stagione 2013-2014 esordisce quindi tra i professionisti, giocando 16 partite in Lega Pro Prima Divisione, campionato in cui segna anche 3 reti, la prima delle quali (che è anche la sua prima assoluta da professionista) il 24 novembre 2013 nella partita persa per 3-2 sul campo del Perugia. Viene riconfermato anche per la stagione 2014-2015, nella quale i bianconeri arrivano secondi in classifica in Lega Pro a 4 punti dal Teramo vincitore del campionato; successivamente la promozione degli abruzzesi viene vanificata dalla giustizia sportiva a causa di un illecito, determinando quindi la promozione in Serie B dei marchigiani: in questa stagione Carpani segna 4 reti in 28 partite in campionato ed un gol in 3 presenze in Coppa Italia Lega Pro.
Nella stagione 2015-2016 il centrocampista marchigiano fa il suo esordio in Serie B, precisamente il 15 settembre 2015 nella partita interna vinta 1-0 contro la Virtus Entella; con i bianconeri gioca 21 partite di campionato; dopo aver rinnovato il contratto con i bianconeri fino al 30 giugno 2018 viene riconfermato in rosa anche per la stagione 2016-2017, nella quale trova la sua prima rete in serie cadetta con la società marchigiana, il 20 settembre 2016 nella partita casalinga vinta 2-0 contro il Vicenza. Durante questa seconda stagione nella serie cadetta, viene impiegato con maggiore continuità, totalizzando 27 partite di campionato. Nell'aprile 2017 gli viene prolungato il contratto per altri due anni fino al giugno 2019. Il 17 marzo 2018 nella partita giocata in casa contro la Ternana riporta la rottura del legamento crociato del ginocchio sinistro, costringendolo a chiudere in anticipo la stagione. Il 30 gennaio del 2019 viene ceduto in prestito per sei mesi al Rieti, club di Serie C. Il 12 agosto 2019 viene acquistato a titolo definitivo dal Fano, a sua volta militante in terza serie.
Rimasto svincolato dopo l'esperienza al Fano, firma un contratto con il Montevarchi, con cui nella Serie C 2021-2022 realizza 4 reti in 32 presenze; a fine stagione si trasferisce ai marchigiani della Recanatese, neopromossi in Serie C. Dopo la retrocessioni dei marchigiani il 28 giugno 2024 si trasferisce al Catania. Dopo 6 mesi fa ritorno, dopo 6 anni, ad Ascoli.

## Statistiche

### Presenze e reti nei club
Statistiche aggiornate al 28 aprile 2025.
| Stagione              | Squadra               | Campionato            | Campionato | Campionato | Coppe nazionali | Coppe nazionali | Coppe nazionali | Coppe continentali | Coppe continentali | Coppe continentali | Altre coppe | Altre coppe | Altre coppe | Totale | Totale |
| Stagione              | Squadra               | Comp                  | Pres       | Reti       | Comp            | Pres            | Reti            | Comp               | Pres               | Reti               | Comp        | Pres        | Reti        | Pres   | Reti   |
| --------------------- | --------------------- | --------------------- | ---------- | ---------- | --------------- | --------------- | --------------- | ------------------ | ------------------ | ------------------ | ----------- | ----------- | ----------- | ------ | ------ |
| 2010-2011             | Sambenedettese        | D                     | 3          | 0          | CI-D            | 0               | 0               | -                  | -                  | -                  | -           | -           | -           | 3      | 0      |
| 2011-2012             | Sambenedettese        | D                     | 18+1       | 3          | CI-D            | 0               | 0               | -                  | -                  | -                  | -           | -           | -           | 19     | 3      |
| 2012-2013             | Sambenedettese        | D                     | 31         | 6          | CI-D            | 0               | 0               | -                  | -                  | -                  | -           | -           | -           | 31     | 6      |
| Totale Sambenedettese | Totale Sambenedettese | Totale Sambenedettese | 52+1       | 9          |                 | 0               | 0               |                    | -                  | -                  |             | -           | -           | 53     | 9      |
| 2013-2014             | Ascoli                | 1D                    | 16         | 3          | CI-LP           | 0               | 0               | -                  | -                  | -                  | -           | -           | -           | 16     | 3      |
| 2014-2015             | Ascoli                | LP                    | 28         | 4          | CI-LP           | 3               | 1               | -                  | -                  | -                  | -           | -           | -           | 31     | 5      |
| 2015-2016             | Ascoli                | B                     | 21         | 0          | CI              | 1               | 0               | -                  | -                  | -                  | -           | -           | -           | 22     | 0      |
| 2016-2017             | Ascoli                | B                     | 27         | 1          | CI              | 1               | 0               | -                  | -                  | -                  | -           | -           | -           | 28     | 1      |
| 2017-2018             | Ascoli                | B                     | 23         | 3          | CI              | 2               | 0               | -                  | -                  | -                  | -           | -           | -           | 25     | 3      |
| gen.-giu. 2019        | Rieti                 | C                     | 13         | 0          | -               | -               | -               | -                  | -                  | -                  | -           | -           | -           | 13     | 0      |
| 2019-2020             | Fano                  | C                     | 23+2       | 2          | -               | -               | -               | -                  | -                  | -                  | -           | -           | -           | 25     | 2      |
| 2020-2021             | Fano                  | C                     | 32         | 1          | -               | -               | -               | -                  | -                  | -                  | -           | -           | -           | 32     | 1      |
| Totale Fano           | Totale Fano           | Totale Fano           | 57         | 3          |                 | 0               | 0               |                    | -                  | -                  |             | -           | -           | 57     | 3      |
| 2021-2022             | Montevarchi           | C                     | 32         | 4          | CI-C            | 0               | 0               | -                  | -                  | -                  | -           | -           | -           | 32     | 4      |
| 2022-2023             | Recanatese            | C                     | 37+1       | 10         | CI-C            | 1               | 0               | -                  | -                  | -                  | -           | -           | -           | 39     | 10     |
| 2023-2024             | Recanatese            | C                     | 37+2       | 10         | CI-C            | 1               | 0               | -                  | -                  | -                  | -           | -           | -           | 40     | 10     |
| Totale Recanatese     | Totale Recanatese     | Totale Recanatese     | 74+3       | 20         |                 | 2               | 0               |                    | -                  | -                  |             | -           | -           | 79     | 20     |
| 2024-gen. 2025        | Catania               | C                     | 17         | 3          | CI-C            | 2               | 0               | -                  | -                  | -                  | -           | -           | -           | 19     | 3      |
| gen.- giu. 2025       | Ascoli                | C                     | 13         | 1          | CI-C            | 0               | 0               | -                  | -                  | -                  | -           | -           | -           | 13     | 1      |
| Totale Ascoli         | Totale Ascoli         | Totale Ascoli         | 128        | 12         |                 | 7               | 1               |                    | -                  | -                  | -           | -           | -           | 135    | 13     |
| Totale carriera       | Totale carriera       | Totale carriera       | 377        | 51         |                 | 11              | 1               |                    | -                  | -                  |             | -           | -           | 388    | 52     |

## Palmarès

### Club

#### Competizioni nazionali
- Serie D: 1

Sambenedettese: 2012-2013